# Pile
Pile (en griego, Πύλαι) es el nombre de una antigua ciudad griega de Arcadia.
Es mencionada por Esteban de Bizancio como un lugar de Arcadia y se cree que debe relacionarse con el gentilicio «parpileos» que aparece en un testimonio epigráfico del siglo V a. C.
Se desconoce su localización, aunque se ha sugerido que debía estar situada en la parte occidental de Arcadia.